# Eclose
Eclose era una comuna francesa situada en el departamento de Isère, de la región de Auvernia-Ródano-Alpes, que el 1 de enero de 2015 fue suprimida al fusionarse con la comuna de Badinières, formando la comuna nueva de Eclose-Badinières.

## Demografía
| Gráfica de evolución demográfica de Eclose entre 1800 y 2012 |
|                                                              |

Los datos demográficos contemplados en este gráfico de la comuna de Eclose se han cogido de 1800 a 1999 de la página francesa EHESS/Cassini, y los demás datos de la página del INSEE.